# Tony Simms
Anthony Simms (nacido el 16 de febrero de 1959 en Kingston, Jamaica) es un exjugador de baloncesto canadiense. Con 1,92 metros  de estatura, jugaba en el puesto de escolta.

## Selección deCanadá
Fue internacional por Canadá, jugando los siguientes eventos:

### Mundiales
- Colombia 1982 6/13
- España 1986 8/24
- Argentina 1990 12/16

### Juegos Olímpicos
- Los Ángeles 1984 4/12